# Synaphobranchinae
Die Synaphobranchinae sind eine Unterfamilie der Grubenaale (Synaphobranchidae). Sie leben im Atlantik, Pazifik und Indischen Ozean, meist in größeren Tiefen.

## Merkmale
Die Arten der Synaphobranchinae erreichen Körperlängen von 50 cm bis 1,80 Meter. Von der Unterfamilie Ilyophinae unterscheiden sie sich vor allem durch ihren leicht gebauten, vorstehenden und am Ende leicht nach oben gebogenen Unterkiefer und dem stark nach hinten geneigt Suspensorium. Die langen, mit kleinen, schwachen Zähnen besetzten Kiefer und die nach hinten geneigte Hyomandibulare umschließen eine geräumige Mundhöhle.
Osteologisch wird die Längsdehnung des Mauls bei gleichzeitiger Leichtigkeit der Knochen durch einen mittleren Schädelkiel und einer Verbindung der Prämaxillare mit dem Siebbein, dem Parasphenoid, dem Keilbein und dem Pflugscharbein gebildet. Seitlich ist der Bogen des Flügelbein entweder auf einen freistehenden, "schwebenden" Rest (Synaphobranchus & Haptenchelys) oder einen schlanken Stab (Diastobranchus) reduziert. Die Reduzierung bewirkt eine stärkere Beweglichkeit der Kiefer.

## Gattungen und Arten
- Gattung Diastobranchus

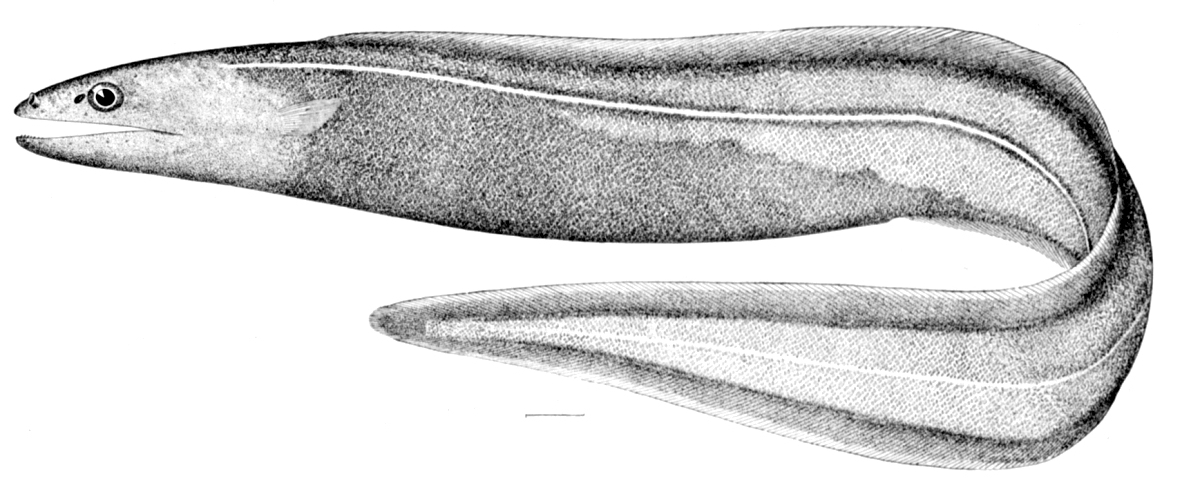
Histiobranchus bathybius

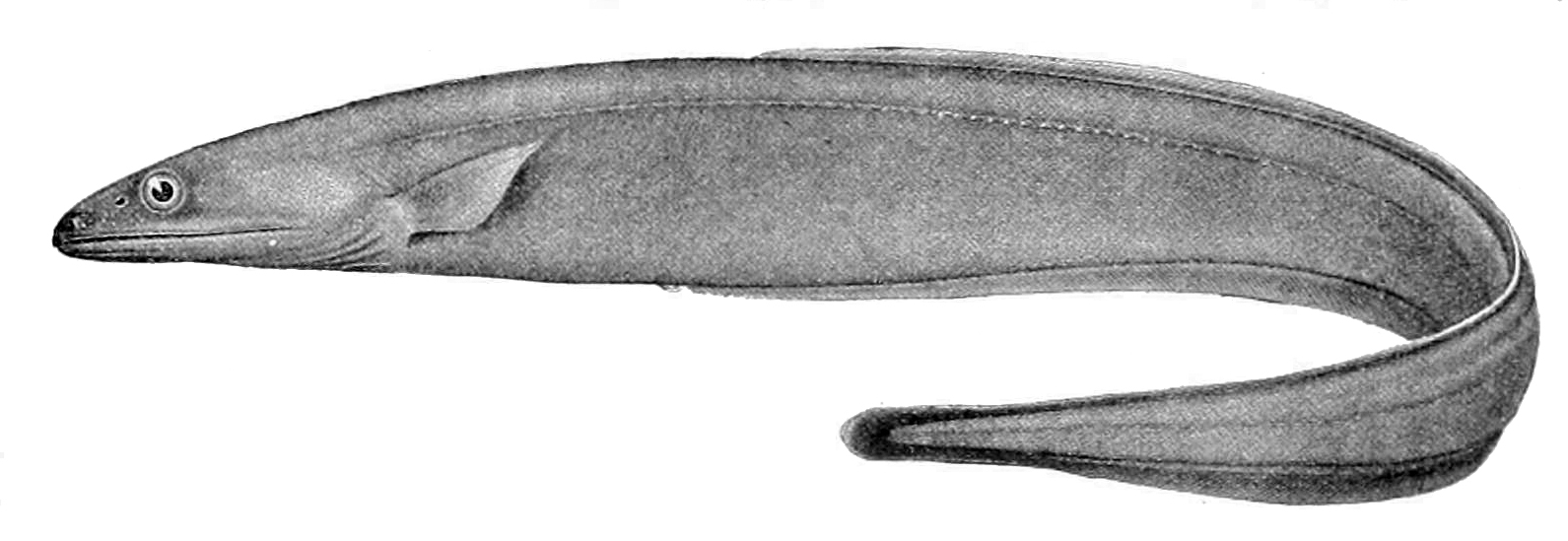
Synaphobranchus affinis

  - Diastobranchus capensis Barnard, 1923
- Gattung Haptenchelys Robins & Martin in Robins & Robins, 1976
  - Haptenchelys parviocularis Tashiro & Shinohara, 2014
  - Haptenchelys texis Robins & Martin in Robins & Robins, 1976
- Gattung Histiobranchus Gill, 1883
  - Histiobranchus bathybius (Günther, 1877)
  - Histiobranchus bruuni Castle, 1964
- Gattung Synaphobranchus Johnson, 1862
  - Synaphobranchus affinis Günther, 1877
  - Synaphobranchus australis Regan, 1913
  - Synaphobranchus brevidorsalis Günther, 1887
  - Synaphobranchus capensis (Barnard, 1923)
  - Synaphobranchus kaupii Johnson, 1862
  - Synaphobranchus oligolepis Ho et al., 2018
  - Synaphobranchus oregoni Castle, 1960